# Hans Helgesen
Hans Helgesen, född den 4 oktober 1793 i Kristiania (nuvarande Oslo) i (Norge), död den 28 februari 1858 i Rendsborg, var en dansk officer.

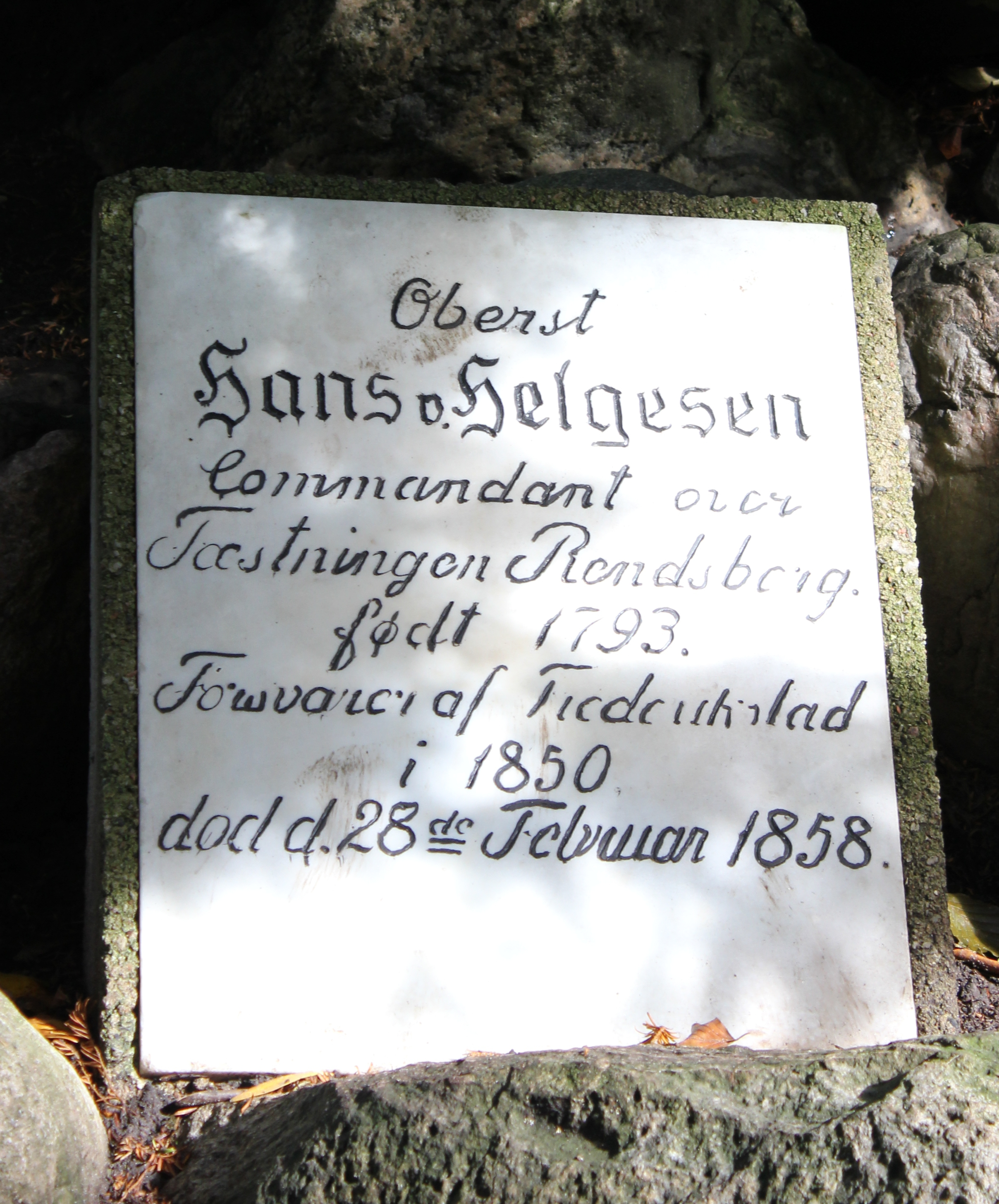
Gravsten

Helgesen var 1813-14 löjtnant i norska armén, men tog vid Norges skilsmässa från Danmark (1814) avsked, bevistade 1815 som preussisk officer slaget vid Waterloo och gjorde därefter (till 1818) tjänst vid den danska ockupationskåren i Frankrike, där han sedan var bosatt till 1838 och 1830 deltog i julirevolutionen i Paris. 
1840 bosatte han sig i södra Slesvig. Då upproret utbröt 1848, inträdde H. i danska armén och gjorde god tjänst i sin vän Schleppegrells stab, bland annat vid Slesvig och Dybböl. 1849 anförde han en bataljon vid Fredericia och deltog även i slaget vid Isted 1850. Därefter fick han ledningen av den expedition, som besatte Frederiksstad.
Han blev kommendant där och befäste skyndsamt staden, varefter han, då schleswig-holsteinarna den 29 september-4 oktober 1850 bombarderade och slutligen stormade densamma, med glänsande tapperhet försvarade sig mot en betydlig övermakt. Till belöning därför blev Helgesen överstelöjtnant och 1851 kommendant i staden Slesvig. 1852 förflyttades han till Rendsborg.

## Utmärkelser
- Riddare av Dannebrogorden,  1848[2]
- Kommendör av Dannebrogorden,  1850[2]
- Dannebrogsmännens hederstecken,  1857[2]

[Redigera Wikidata]